# ويلهلم كراوزه
ويلهلم كراوزه (بالألمانية: Wilhelm Krause)‏ هو عالم تشريح وطبيب وأستاذ جامعي ألماني، ولد في 12 يوليو 1833 في هانوفر في ألمانيا، وتوفي في 4 فبراير 1910 في تشارلوتنبرغ في ألمانيا.